# Voka (wieś)
Voka − wieś w Estonii, w prowincji Virumaa Wschodnia, w gminie Toila.